# Develi
Develi là một huyện thuộc tỉnh Kayseri, Thổ Nhĩ Kỳ. Huyện có diện tích 1898 km² và dân số thời điểm năm 2007 là 65695 người, mật độ 35 người/km².